# Municipio de Elbridge (Illinois)
El municipio de Elbridge (en inglés: Elbridge Township) es un municipio ubicado en el condado de Edgar en el estado estadounidense de Illinois. En el año 2010 tenía una población de 830 habitantes y una densidad poblacional de 7,37 personas por km².

## Geografía
El municipio de Elbridge se encuentra ubicado en las coordenadas 39°31′52″N 87°35′17″O / 39.53111, -87.58806. Según la Oficina del Censo de los Estados Unidos, el municipio tiene una superficie total de 112.6 km², de la cual 112,46 km² corresponden a tierra firme y (0,12 %) 0,14 km² es agua.

## Demografía
Según el censo de 2010, había 830 personas residiendo en el municipio de Elbridge. La densidad de población era de 7,37 hab./km². De los 830 habitantes, el municipio de Elbridge estaba compuesto por el 98,19 % blancos, el 0,6 % eran amerindios, el 0,12 % eran asiáticos, el 0,6 % eran de otras razas y el 0,48 % eran de una mezcla de razas. Del total de la población el 1,57 % eran hispanos o latinos de cualquier raza.